# 米坦维尔
米坦维尔（法語：Mittainville，法語發音：[mitɛ̃vil] ⓘ）是法国中北部法兰西岛大区伊夫林省的一个市镇，属于朗布依埃区。 

## 地理
米坦维尔（48°39'57"N, 1°37'19"E）面积10.51 平方千米，位于法国法蘭西島大區伊夫林省，该省份为法国北部内陆省份，北起瓦兹河谷省，西接厄尔省，西南接厄尔-卢瓦省，东南接埃松省，东临上塞纳省。
与米坦维尔接壤的市镇（或旧市镇、城区）包括：法沃罗勒、圣吕西安、瑟南特、拉布瓦西耶尔-埃科勒、埃尔默赖。

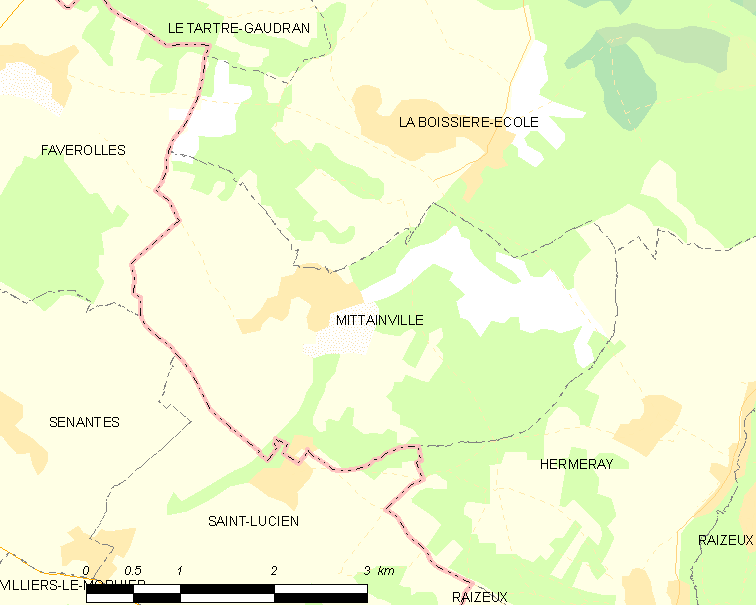
米坦维尔的OSM定位图

米坦维尔的时区为UTC+01:00、UTC+02:00（夏令时）。

## 行政
米坦维尔的邮政编码为78125，INSEE市镇编码为78407。

## 政治
米坦维尔所属的省级选区为朗布依埃县。

## 人口

1962-2008年间米坦维尔人口变化图示

米坦维尔于2022年1月1日时的人口数量为650人。